# PEACH/HEART
"PEACH / HEART"는 일본의 가수 오오츠카 아이가 발매한 15번째 싱글이다. 원래 2007년 6월 20일에 발매될 것으로 알려졌으나, 타이틀 곡 〈PEACH〉가 드라마 주제곡으로 사용되면서 한 달 늦춰진 7월 25일에 발매되었다. 타이틀 곡이 2개인 싱글을 발표한 것은 2005년의 "SMILY / 비다마" 이후로 2년 만이다.
"PEACH"는 전작 "CHU-LIP"을 잇는 밝은 분위기의 곡이다. 이 곡은 호리키타 마키, 오구리 슌 주연의 드라마 《花ざかりの君たちへ~イケメン♂パラダイス~》 (아름다운 그대에게~미남♂파라다이스~)의 주제가로 사용되었다. 또 다른 타이틀 곡 "HEART"는 "PEACH"와 달리 차분한 미디엄 템포 곡이다. 두 곡 모두 뮤직 비디오를 촬영하였으나 "PEACH / HEART" 싱글에는 "PEACH"의 뮤직 비디오만 수록되었고, "HEART"의 뮤직 비디오는 앨범 LOVE PiECE에 수록되었다. 보너스 트랙인 "恋愛写真 -春-" (연애사진 -봄-)은 2006년 10월 발매된 싱글 〈렝아이샤신〉을 봄 느낌이 나게 재편곡한 곡이다. 원곡의 간주 부분에 "あの頃のふたりを 今 春 めぐり逢う (그 때의 두 사람을 지금 봄에 우연히 만나)"라는 가사가 추가되었다.
자켓 사진은 양면 자켓으로 구성되어 있는데, 앞면은 엉덩이가 찍혀 있는 "PEACH" 버전의 자켓 사진이고, 뒷면은 오쓰카 아이의 앞모습이 찍혀 있는 "HEART" 버전의 자켓 사진이다. 앨범 LOVE PiECE의 자켓 사진에 사용된 "러브 피스 마크"도 이 싱글에서 처음 등장했다.

## 곡목
- CD

1. PEACH
2. HEART
3. 恋愛写真 -春-
4. PEACH (Instrumental)
5. HEART (Instrumental)

- DVD

1. PEACH (Music Clip)